# Bertholdia detracta
Bertholdia detracta is een beervlinder uit de familie van de spinneruilen (Erebidae). De wetenschappelijke naam van de soort is voor het eerst geldig gepubliceerd in 1921 door Adalbert Seitz.